# Montalbano Jonico
Montalbano Jonico község (comune) Olaszország Basilicata régiójában Matera megyében.

## Fekvése
A település a Cavone és Agri folyók közötti vízválasztó egyik dombján épült fel.

## Története
A települést valószínűleg az i. e. 4 században alapították a Magna Graeciába érkező telepesek. Az ókorban a rómaiak egyik fontos szövetségese volt a Tarentummal vívott háborúkban. A középkorban különböző nemesi családok birtokolták. 1555-ben török kalózok kifosztották. 1799-ben csatlakozott a Parthenopéi Köztársasághoz. 1863-ban nyerte el önállóságát. 

## Népessége
A népesség számának alakulása:

## Főbb látnivalói
- Santa Maria dell’Episcopio-templom (1534)
- San Rocco-templom (egykori kapucinus kolostor)
- Spirito Santo-templom (20. század)
- Santa Maria d’Andria-templom
- San Gennaro-kápolna (1846)